# Emmanuel Wamala
Emmanuel Wamala (Kamaggwa, 15. prosinca 1926.) ugandski je katolički prelat koji je služio kao nadbiskup Kampale od 1990. do 2006. godine. Kardinalom je proglašen 1994. godine.